# IC 1163
IC 1163 је елиптична галаксија у сазвјежђу Змија која се налази на листи објеката дубоког неба у Индекс каталогу.
Деклинација објекта је + 15° 30' 16" а ректасцензија 16h 1m 30,6s. Привидна величина (магнитуда) објекта IC 1163 износи 14,0 а фотографска магнитуда 15,0. IC 1163 је још познат и под ознакама MCG 3-41-39, CGCG 108-60, PGC 56717.